# Chlorops cavicola
Chlorops cavicola är en tvåvingeart som beskrevs av Malloch 1931. Chlorops cavicola ingår i släktet Chlorops och familjen fritflugor.
Artens utbredningsområde är Zimbabwe. Inga underarter finns listade i Catalogue of Life.